# Brahea moorei
Brahea moorei là loài thực vật có hoa thuộc họ Arecaceae. Loài này được L.H.Bailey ex H.E.Moore mô tả khoa học đầu tiên năm 1951.